# Mopz Wanted
Mopz Wanted (bürgerlich Marius Kathol; * 20. Jahrhundert) ist ein deutscher Rapper aus dem Sauerland.

## Biografie
Mopz Wanted pendelte im Alter von 12 Jahren in seiner Region, um an Breakdance-Wettbewerben teilzunehmen. So entwickelte sich schon bald die Hip-Hop-Gruppe K.R.I.P.O, wobei dies die Abkürzung für Kollektiv Rockende Individuen POsse war. In dieser Kommune waren sowohl Rapper und DJs als auch Sprayer und Breakdancer aktiv. 
Später wuchs auch Mopz Wanteds Interesse am Rap, und er gründete gemeinsam mit dem Aachener Produzenten und DJ Melmark das Hip-Hop-Duo Mopz & Melmark, in dem er vorerst nur als Mopz aktiv war. Gemeinsam traten sie als Supportact von Olli Banjo, Eins Zwo, Ferris MC oder Creutzfeld & Jakob auf, was zu vermehrter Bekanntheit in Westdeutschland und den Niederlanden führte. Durch diese Erfolge wurde das Aachener Label Put Da Needle To Da Records auf die beiden aufmerksam. Kurz darauf unterschrieb Mopz & Melmark einen Vertrag beim Label. 
Im Jahr 2001 veröffentlichte Mopz & Melmark die Vinyl-Maxi Wie alles begann über Homerecordings, einem Sublabel von Put Da Needle To Da Records. Kurz darauf trennte er sich jedoch von Melmark, und das Label schloss noch im selben Jahr.
Mopz Wanted zog nach Köln und begann dort ein Studium. Nebenher begannen die Arbeiten an seinem ersten Album. Er wurde vom neugegründeten Label Pose Off Records unter Vertrag genommen, wo er im November 2004 sein Debütalbum Zeichensprache veröffentlichte. Dazu wurde die Single Von ganzem Herzen veröffentlicht.
Im Mai 2006 erschien Mopz Wanteds zweites Soloalbum Ein neuer Morgen. Vier Jahre später wurde am 16. Juli 2010 das dritte Album Begleiterscheinungen veröffentlicht. Darauf sind unter anderem Gastbeiträge der Gruppe Die Firma und des Rappers Sinuhe enthalten. Vorab war die Single Heimat mit der Sängerin Eylem erschienen. Laut eigener Aussage arbeitete Mopz Wanted rund drei Jahre an dem Album.

## Diskografie
- 2001: Wie alles begann (Vinyl-Maxi mit Melmark)
- 2004: Zeichensprache
- 2007: Ein neuer Morgen
- 2010: Begleiterscheinungen